# Federação Monegasca de Futebol
A Federação Monegasca de Futebol (em francês:  Fédération monégasque de football) é o órgão dirigente do futebol na nação do Mónaco. A associação não é membro da FIFA ou UEFA, mas tem filiação na ConIFA.
A associação dirige a seleção de Mônaco e o futebol nacional do principado.

## Organização
A Federação Monegasca de Futebol foi fundada em 2000 e aceita pelo governo do país em 27 de abril. Há um pequeno conselho de seis pessoas de descendência Monegasca que são eleitos por quatro anos para administrar a organização. Eles visam permitir que seus membros joguem futebol juntos e organizem amistosos.

## Torneios
Além de administrar a seleção nacional, a Federação Monegasca de Futebol também organiza três competições nacionais no principado:
- Challenge Prince Rainier III - A copa mais prestigiada em Mónaco.
- Trophée Ville de Monaco - A segunda divisão do futebol nacional.
- Challenge Monégasque - A terceira copa mais prestigiada.

## Ver Também
Futebol em Mónaco